# المتحف اليهودي المغربي

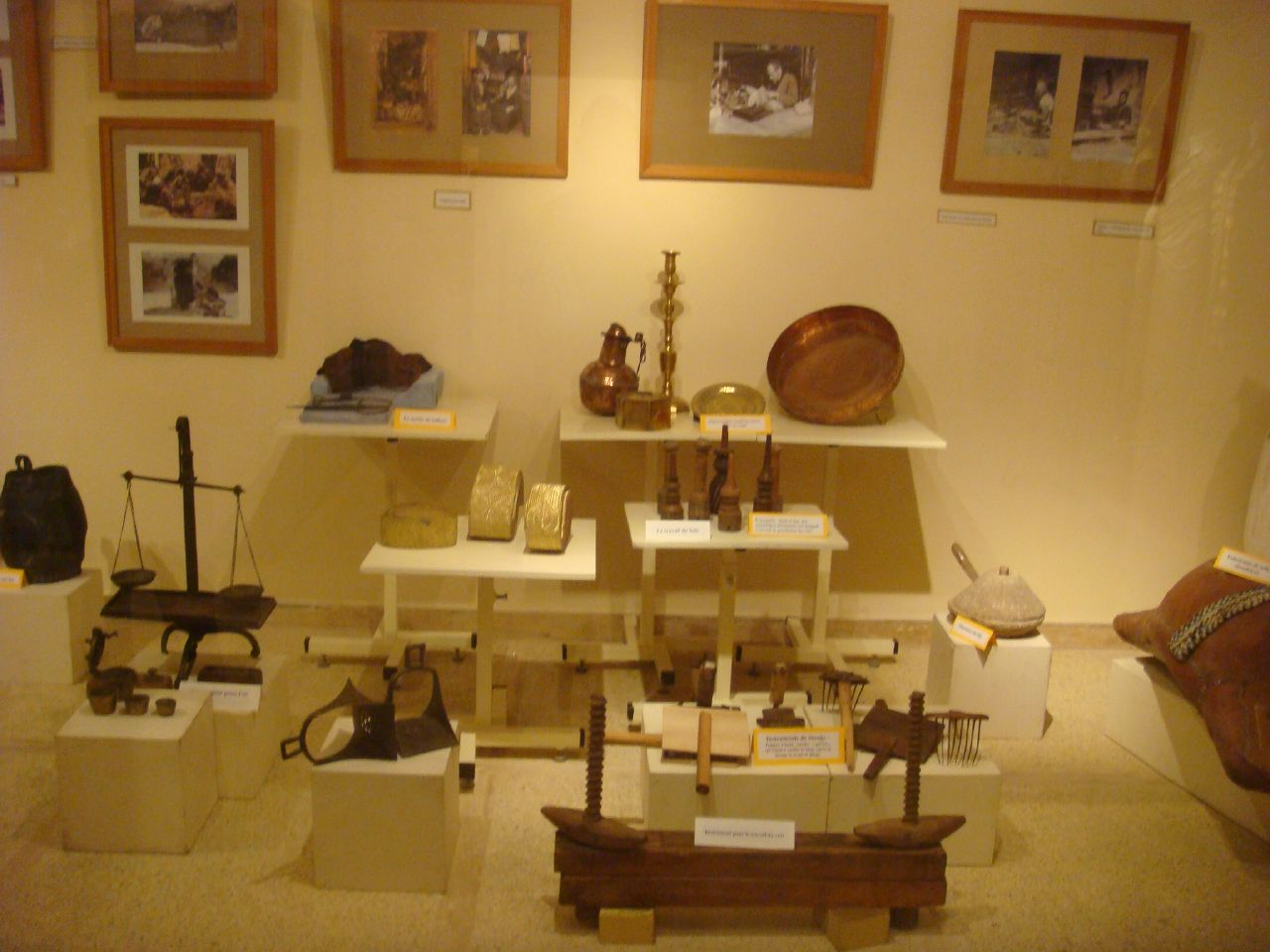
أحد معروضات المتحف.

المتحف اليهودي المغربي هو المتحف الأول في العالم العربي الذي يصور تأثير اليهودية كثقافة اجتماعية مساهمة في تاريخ المغرب العربي. تسلط معروضاته الضوء على تاريخ اليهود في المغرب العربي وفي الدار البيضاء خاصة. المتحف قبلة للسياح الراغبين في التعرف على تاريخ اليهود بالمغرب ودورها في المجتمع المغربي. أنشأ سنة 1997 من طرف مؤسسة التراث اليهودي المغربي وكانت نتيجة لمبادرة من طرف مجلس الطائفة اليهودية بالمغرب. منذ سنة 2002، أصبحت الباحثة المسلمة زهور ارحيحيل تتولى مهمة محافظة المتحف.

## الموقع
يقع المتحف في حي الواحة السكني بجنوب مدينة الدار البيضاء، والذي يمكن ملاحظته بالكاد، وتحرسه الشرطة صباح ومساء، منذ أن كانت اليهود في نفس المدينة هدفًا في عام 2003 لهجوم إرهابي.

## التاريخ
عاش اليهود في المغرب موزعين على جميع المدن والأرياف والجبال، وكل المدن الكبيرة كانت لديها ملاحاتها مثل فاس ومكناس ومراكش والصويرة وطنجة وأصيلة وتطوان ووجدة والرباط وسلا وآسفي والدار البيضاء وأبي الجعد ووزان ودبدو، أما اليوم فلم يعد لهم حضور في معظم المدن. تعود أسباب تقلص اليهود في المغرب إلى سلسلة من الهجرات منذ نهاية عقد الثلاثينات من القرن العشرين، خاصة عند الإعلان عن تأسيس دولة إسرائيل سنة 1948، بينما ارتبطت باقي هجراتهم بالحروب العربية الإسرائيلية.
في عام 1995 كان المتحف اليهودي باكورة أعمال مؤسسة التراث اليهودي المغربي، وهي مبادرة خاصة أطلقها مجلس الطائفة اليهودية في المغرب بدعم من الحكومة المغربية. قامت المؤسسة بترميم وصيانة البيعات أماكن الصلاة لدى اليهود، التي تتميز بطرازها التقليدي والمعماري مغربي، وتجميع التحف اليهودية داخل المغرب وخارجه. ومن مهام المؤسسة أيضا التعريف بالتراث اليهودي المغربي داخل المؤسسات التعليمية والتربوية والجامعات، وتنظيم معارض تعرف بتاريخ المغرب واليهود، إضافة إلى طباعة الكتب والمنشورات، وجمع تسجيلات حول ما أنجز من أفلام وثائقية عن اليهود، ووثائق، وخاصة الأغاني. جرى الافتتاح الرسمي للمتحف عام 1997، وكان المبنى قبل ذلك دارا للأيتام اليهود في عام 1948. يرأس المتحف حاليًا بعد وفاة شمعون ليفي، عضو المكتب السياسي لحزب التقدم والاشتراكية الشيوعي سابقا في ديسمبر 2011 جاك توليدانو.

## الوصف
يشغل المتحف مساحة 700 متر مربع، ويتكون من غرفة كبيرة واسعة تُستخدم لمعارض التصوير الفوتوغرافي والرسم والنحت، وثلاث غرف أخرى تحوي معروضات تعرض الحياة الدينية والأسرية والأعمال التي كان يمارسها اليهود لكسب الرزق، عدا عن الغرف الأخرى التي تمثل أماكن الطقوس والشعائر الدينية اليهودية.
المتحف اليهودي يهدف إلى التعريف بالتراث اليهودي في العديد من الميادين العامة والثقافية والاقتصادية كما يضم العديد من الكتب والمطبوعات اليهودية والوثائق والاغاني الخاصة بالطائفة اليهودية. المتحف اخد مكان دار للأيتام اليهود التي تم انشاؤها سنة 1948. يدير المتحف سيدة مسلمة على خلاف باقي المتاحف في العالم الغربي والذين يحرص عليهم أشخاص ذو اصول يهودية. أخد المتحف من مدينة الدار البيضاء الكبرى مقرًا له، حيث أنها المدينة التي كانت مأوى للعيد من الجاليات اليهودية ولازالت العديد من البنايات بها ملكا لليهود المهاجرين بمختلف دول العالم، المتحف يرأسه حاليا ومنذ 2001 اليهودي جاك توليدانو.
يضم المتحف اليهودي كل ما يتعلق بعيش اليهود وتراثهم المغربي، حيث يضم الالبسة التقليدية والأزياء اليهودية التي تضم القفطان اليهودي والجلباب التقليدي اليهودي، كما يقوم المتحف بعرض الحلي اليهودية وكل ما يتعلق بعادات والثقافات الدينية لليهود. كما يعرض المتحف كل الأشياء التي لها علاقة بمكان العبادة لدى اليهود والذي يطلق عليه باسم البيعة. يضم المتحف كذلك العديد من الكتب القديمة لليهود ومن بينها وثيقة عزوز كوهين القديمة المكتوبة بالعربية المغربية بحروف عبرية، والتي تعتبر الوحيدة في العالم والتي كتبها الكاتب اليهودي سنة 1933. المتحف أيضا فضاء للعديد من المخطوطات المغربية المكتوبة بحروف عبرية.
يحتوي المتحف على قاعة كبيرة تسمى «فضاء المعارض المؤقتة والدائمة»، حيث تنظم فيها المعارض حول الفن التشكيلي والصور والرسومات وكل ما هو خاص بالثقافة اليهودية المغربية أو المغرب، وقاعات أخرى تعرض فيها مجموعات متحفية خاصة بالديانة اليهودية ذات طراز محلي، حسب محافظة المتحف. من بين المجموعات المتحفية التي توجد في المتحف اليهودي هناك سفر التوراة، وتسمى ب«كابوجيم»، أي التفاحات التي تزين رؤوس سفر التوراة بطريقة مغربية، على خلاف تفاحات الطراز الألماني أو الأميركي أو البلغاري، لأن التفاحات ذات الطراز المغربي فيها تأثر بالهندسة المعمارية المغربية، وتشبه أحيانا كثيرة تصاميم صوامع المساجد المغربية. وأيضا الكيسان، وهي المصابيح أو القناديل في البيعات المغربية ويسمونها ب«كيسان الشعيل»، لأن المصباح على شكل كأس توضع فيه فتيلة وزيت فيشعل ويضوي على خلاف اليهود الأوروبيين الذين يستعملون الشموع.
إلى جانب ذلك، هناك مقتنيات تعكس الحرف اليهودية، إذ كان الصناع اليهود يمارسون مهنا أخرى، مثل صناعة النحاس الأصفر التي يمتهنها «الصفارون»، وصناعة الخيوط، والنسيج مثل صناعة الألبسة الجاهزة، والموشاة والمزركشة الغالية التي يخيطها الخياطون، الذين يسمون بالعبرية ب«الحياطيم»، وصناعة المشط لنفش الصوف، ويطلق على أهلها «القراشليين». تشهد وثائق أخرى على ممارسة يهود المغرب لمهن يدوية أخرى مثل صناعة «ابزيمات» الحزام، وتطريز السروج، والحدادة، كما كانوا يخرطون الخشب ونجارة العربات. وعلاوة على الخياطين كان هناك صناع القبعات أو الشاشيات والأحذية؛ أحذية للنساء تعرف ب«الشربيل» مطرزة بالذهب أو الفضة. كما كان يوجد حرفيون في صناعة الحرير «تاحرارت» وتطريز الثياب وصناعة العقد والأحزمة.

## وصلات خارجية
- الموقع الرسمي للمتحف